# Psychomyia adun
Psychomyia adun är en nattsländeart som beskrevs av Malicky och Chantaramongkol 1993. Psychomyia adun ingår i släktet Psychomyia och familjen tunnelnattsländor. Inga underarter finns listade i Catalogue of Life.